# Episcopado histórico (anglicanismo)
O episcopado histórico é o entendimento de que o ministério cristão descende dos Apóstolos por uma transmissão contínua através dos episcopados. Enquanto outras Igrejas têm interpretações relativamente rígidas para os requisitos desta transmissão, a Comunhão Anglicana aceita uma série de crenças para o que constitui o episcopado.
No século XVI, surgiu um sólido corpo de opinião anglicana que viu a importância teológica do episcopado histórico, mas se recusou a "desigrejar" aquelas Igrejas que não o mantiveram. Isso foi questionado durante a primeira parte do século XVII e o Ato de Uniformidade de 1662 excluiu do ofício pastoral na Inglaterra qualquer um que não tivesse ordenação episcopal. Esta foi uma reação contra a abolição do episcopado durante o período da Comunidade. A recusa dos Não-Jurados em jurar lealdade a Guilherme III levantou a questão quanto à natureza da Igreja e sua relação com o Estado e alguns teólogos como George Hickes e William Law apelaram para um episcopado apostólico como sua base. Este conceito tornou-se parte do pensamento da High Church, mas só ganhou real destaque com Newman e os Tractarianos depois de 1833, quando a possibilidade de reforma da Igreja e possivelmente desestabilização por ação parlamentar se tornou uma realidade. As tensões foram aumentadas pelas "tendências romanizadoras" dos tractarianos e, mais tarde, dos ritualistas e anglo-católicos.
O episcopado histórico tem estado entre as principais questões em esquemas de reunião da Igreja, como a Igreja do Sul da Índia e as Conversações Anglicano-Metodistas da década de 1960, que falharam e foram renovadas informalmente em 1995 e levaram ao Pacto Anglicano-Metodista em 2003.

## Conceito
Fora do Anglicanismo, a compreensão padrão do termo episcopado histórico é que o ministério cristão descende dos Apóstolos por uma transmissão contínua, e que esta é a garantia da graça nos sacramentos e a própria essência (esse) da Igreja. A Comunhão Anglicana "nunca endossou oficialmente nenhuma teoria particular sobre a origem do episcopado histórico, sua relação exata com o apostolado e o sentido em que deve ser pensado como dado por Deus, e de fato tolera uma ampla variedade de visões sobre esses pontos":
A sucessão apostólica não é vista tanto como transmitida mecanicamente por meio de uma cadeia ininterrupta de imposição de mãos, mas como uma expressão de continuidade com a cadeia ininterrupta de compromisso, crenças e missão, começando com os primeiros apóstolos; e, portanto, enfatizando a natureza duradoura e evolutiva da Igreja.

## História

### Desenvolvimentos recentes
O relatório da Comissão Internacional Anglicana-Católica Romana expressou amplo acordo quanto à natureza da sucessão apostólica como o “sinal eficaz” da apostolicidade de todo o povo de Deus, vivendo em fidelidade ao ensinamento e à missão dos apóstolos.
O debate moderno divide-se em três partes: entre aqueles que consideram o "Episcopado Histórico" como constitutivo da Igreja (do "esse"); aqueles que o consideram uma questão do seu "bem-estar" (bene esse); e aqueles que consideram que é necessário que a Igreja seja plenamente ela própria (plene esse). O Quadrilátero Chicago-Lambeth inclui o "episcopado histórico" como "essencial para a unidade visível da Igreja", mas permite que seja adaptado localmente no seu funcionamento às necessidades variáveis daqueles que Deus chama para a unidade da Igreja. No entanto, isto não significou um compromisso geral com a ideia de que na sua ausência não há Igreja.